# تاباكولو كبير الأقدام
تاباكولو كبير الأقدام (الاسم العلمي: Scytalopus macropus) (بالإنجليزية: Large-footed Tapaculo)‏ هو نوع من الطيور يتبع جنس التاباكولو من فصيلة التاباكولات.